# Hussein Dey
Hussein Dey (în arabă حسين داي) este o comună din provincia Alger, Algeria.
Populația comunei este de 40.698 de locuitori (2008).